# Mandeville, Eure
 Mandeville là một xã thuộc tỉnh Eure trong vùng Normandie miền bắc nước Pháp.